# (4030) Archenhold
(4030) Archenhold est un astéroïde de la ceinture principale.

## Description
(4030) Archenhold est un astéroïde de la ceinture principale. Il fut découvert le 2 mars 1984 à La Silla par Henri Debehogne. Il présente une orbite caractérisée par un demi-grand axe de 2,46 UA, une excentricité de 0,09 et une inclinaison de 6,5° par rapport à l'écliptique.

## Compléments